# Anomospermum bolivianum
Anomospermum bolivianum là một loài thực vật có hoa trong họ Biển bức cát. Loài này được Krukoff & Moldenke mô tả khoa học đầu tiên năm 1940.